# Institut für Bienenkunde Celle

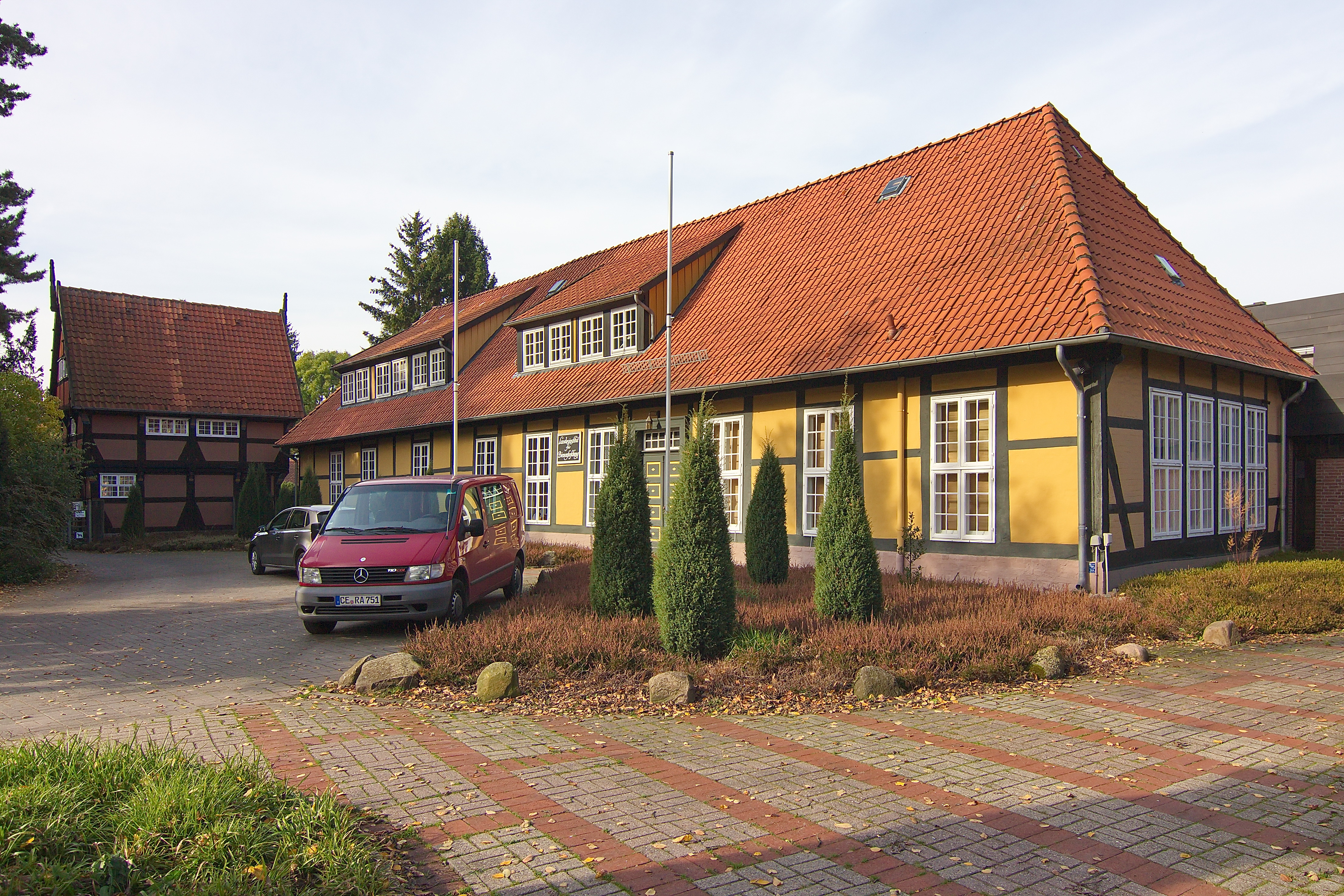
Institut für Bienenkunde Celle mit Treppenspeicher und Orangeriegebäude

Das Institut für Bienenkunde Celle (kurz: IB Celle) des Niedersächsischen Landesamtes für Verbraucherschutz und Lebensmittelsicherheit (LAVES) ist ein Kompetenzzentrum für alle Belange der Bienenhaltung und der angrenzenden Bereiche, wie Umweltmonitoring, Pflanzenschutz und Landwirtschaft. Das Institut, das volkstümlich als Bieneninstitut bezeichnet wird, hat seinen Sitz in Celle.

## Geschichte
Das heutige Institut für Bienenkunde Celle wurde am 1. Juli 1927 in Celle unter der Bezeichnung Hannoversches Landesinstitut für Bienenforschung und bienenwirtschaftliche Betriebslehre auf Beschluss des 62. Provinziallandtages der ehemaligen preußischen Provinz Hannover gegründet. Als Leiter wurde der Zoologe Albert Koch bestimmt, der zuvor die Zoologische Abteilung der Landwirtschaftskammer für die Provinz Westfalen in Münster leitete. Anfangs hatte das Institut mit dem Leiter, einem Imker, einem wissenschaftlichen Assistenten und einer Laborantin vier Mitarbeiter. Sitz des Instituts wurde das Gebäude der herzoglichen Orangerie, das 1677 im Französischen Garten südlich der Innenstadt errichtet wurde. Der rund 12 Morgen große Institutsgarten war eine separate Freifläche des historischen Parks und entstand im 18. Jahrhundert auf dem verfüllten Stadtgraben. Mit dem Bieneninstitut entstand auch ein Obst- und Gemüsegarten, der der Versorgung der Imkerschüler diente. Sie wurden anfangs noch im Gartenbau und der Kleintierhaltung ausgebildet.
Das neu gegründete Institut erhielt einen umfangreichen Aufgabenkatalog, dem es im Wesentlichen noch heute folgt. Dazu zählen die Bienenköniginnenzucht, die amtliche Bienenseuchendiagnostik, die Vorbeugung und Behandlung von Bienenkrankheiten und die artgerechte Haltung von Bienenvölkern. Hinzu kommen zahlreiche Prüfungsaufgaben wie die Eignung von Bienentrachtpflanzen, die Qualitätskontrolle von Honig und Wachs auf Echtheit sowie Herkunft. Das Institut betrieb einen Versuchs-, Lehr- und Musterbienenstand. Außerdem schult und berät es Imker bei Lehrgängen und Vorträgen.
Schon bei der Gründung war das Institut mit der Anlage einer bienenkundlichen Sammlung, insbesondere zur rückläufigen Heideimkerei, beauftragt. Zu dieser Zeit gab es eine rasante technische Fortentwicklung der imkerlichen Betriebsmittel mit dem Verlust des alten Imkereigeräts. Die hauptsächlich von einem Lehrer aus Eschede zusammengetragene Sammlung fand ihren Platz in einem 1931 am Institutssitz aufgestellten Treppenspeicher von 1607.

## Beschreibung und Organisation

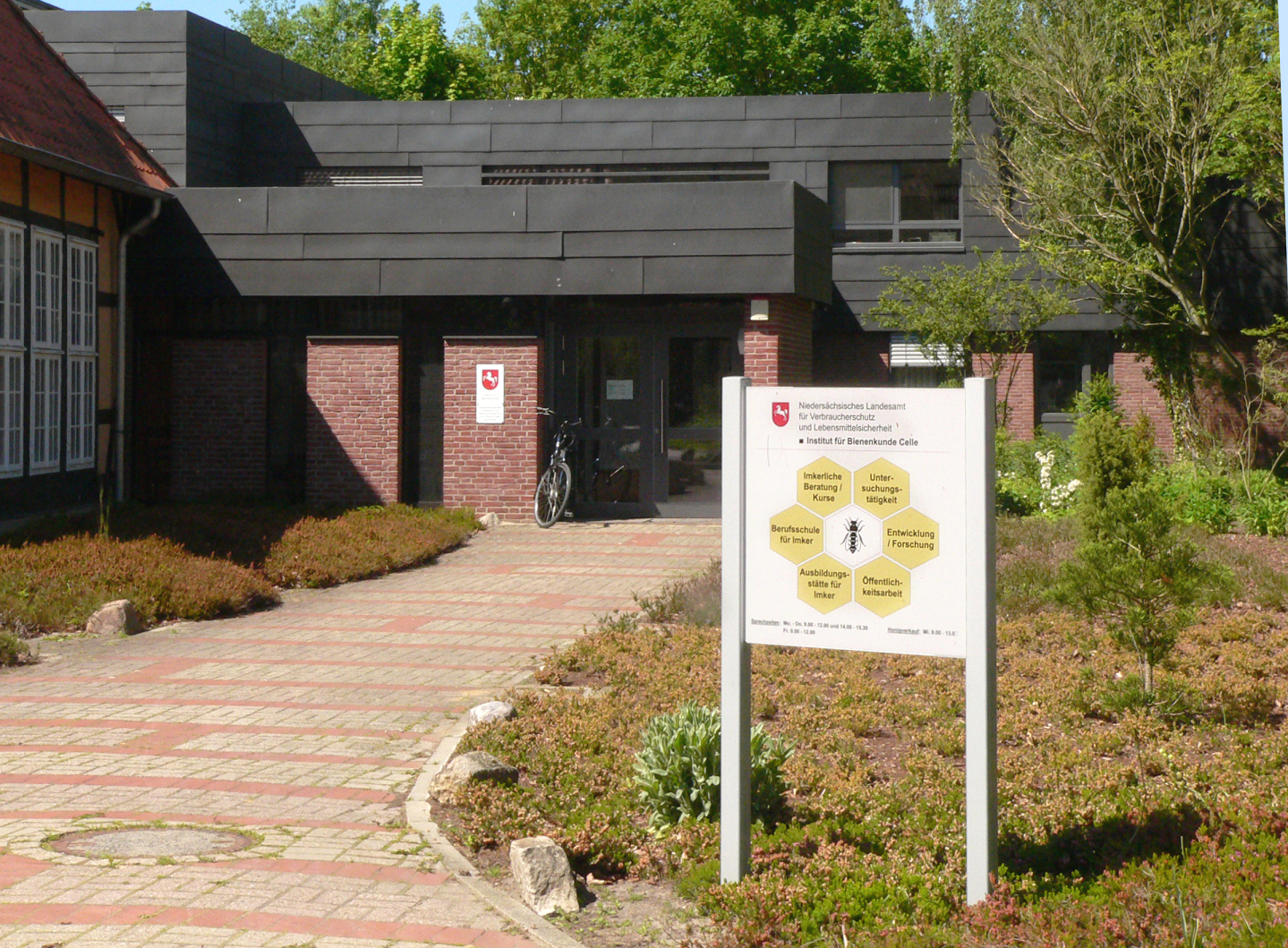
Eingang des Instituts für Bienenkunde Celle

Die Einrichtung hat seit ihrer Gründung 1927 ihren Sitz nördlich der historischen Parkanlage des Französischen Gartens. Auf dem ausgedehnten Institutsgelände auf rund 3000 m² befinden sich heute Gartenanlagen zum Anbau von Bienentrachtpflanzen und zur Aufstellung von Bienenvölkern, einschließlich von Bienenhäusern. Hier befindet sich auch die bundesweit einzige Berufsschule für die Ausbildung zum Berufsimker. Im Treppenspeicher und im ehemaligen Orangeriegebäude befindet sich eine Museumsausstellung zum Imkereiwesen. Daneben verfügt das Institut über weitere moderne Gebäude und Werkstätten sowie Einrichtungen zur Honiggewinnung und -lagerung. Das IB Celle bewirtschaftet über 500 Bienenvölker, die 2023 eine Honigernte von über 17 Tonnen erwirtschafteten.
Bis zur Eingliederung in das Niedersächsische Landesamt für Verbraucherschutz und Lebensmittelsicherheit (LAVES) im Jahr 2004 bestand das IB Celle eigenständig als Niedersächsisches Landesinstitut für Bienenkunde, das dem Niedersächsischen Ministerium für Ernährung, Landwirtschaft und Forsten unterstand. Das Institut ist Mitglied in der Arbeitsgemeinschaft der Institute für Bienenforschung. Das IB Celle beschäftigt (Stand 2024) 26 Mitarbeiter sowie sieben Auszubildende.
Durch überregionale Tätigkeit in den Bereichen Fortbildung sowie Forschung und Entwicklung genießt das Bieneninstitut internationale Anerkennung. Es versteht sich auch als eine Beratungsinstitution für Untersuchungs- und Entwicklungsaufgaben. Auftraggeber sind neben Imkern und Imkerverbänden auch Handels- und Industrieunternehmen.

### Leiter
- 1927–1938: Albert Koch
- 1938–1960: Erich Wohlgemuth
- 1960–1975: Walter Kaeser
- 1975–2000: Jost Heinrich Dustmann
- 2000–2020: Werner von der Ohe[4]
- 2021–2022: Kirsten Traynor[5][6][7][8]
- 2022–2023 (kommissarisch): Otto Boecking, Martina Janke
- seit 2023: Gertje Petersen[9]

## Aufgaben
Jährlich übernimmt das IB Celle ca. 19.600 Untersuchungen von eingesandten Proben. Diese Untersuchungen dienen neben der Marktüberwachung von Honig der Prävention von Bienenkrankheiten sowie dem Nachweis von Pflanzenschutzmitteln in Pollen. Über eine Pollenanalyse kann auch Herkunft und Sortenreinheit von Honig bestimmt werden. Im Fall eines Verdachts auf Bienenkrankheiten dient es den staatlichen Veterinärämtern als Ansprechpartner für Futterkranzproben. Außerdem widmet sich das IB Celle der Zucht von Bienenköniginnen. Es verfügt neben der Belegstelle in Torfhaus im Harz auch über eine Inselbelegstelle auf der Nordseeinsel Neuwerk. Im Jahr 2019 wurden über 1300 Königinnen der sogenannten Celler Linie verkauft.
Das IB Celle betreibt seit 1929 die imkerliche Berufsausbildung und ist in Deutschland derzeit die einzige Berufsfachschule für Imker. 2023 wurden 30 Berufsschüler im Blockunterricht zum Tierwirt, Fachrichtung Imkerei. Im Anschluss ist auch eine Weiterbildung zum staatlich geprüften Wirtschafter (Imkerei), gefolgt vom staatlich geprüften Betriebswirt (Imkerei) und zum Tierwirtschaftsmeister (Imkermeister) möglich. Daneben bietet das IB Celle auch Fortbildungen für Hobbyimker sowie einen Beratungsdienst an, der im Jahr 2023 über 5.000 Mal in Anspruch genommen wurde.
Die Aufklärung über die Bedeutung der Bienenhaltung und deren möglichen Probleme ist ein Schwerpunkt der Öffentlichkeitsarbeit. Neben einem Jahresbericht veröffentlicht das IB Celle einen nach Bedarf erscheinenden Infobrief sowie die Reihe Das Bieneninstitut Celle informiert zu verschiedenen Themen wie z. B. imkerliche Praxis, Honig, Bienenbiologie oder Bienenkrankheiten. Fortbildungskurse werden angeboten, speziell für Hobbyimker, die in Vereinen als Multiplikatoren dienen. Die Mitarbeiter des IB Celle halten zusätzlich rund 110 Vorträge im Jahr, und Mitglieder der Gästeführergilde Celle bieten Führungen durch das Institutsgelände und Museum an. Jährlich veranstaltet das Institut einen Tag der offenen Tür am ersten Septembersonntag mit Besucherzahlen um die 2000.

Der Institutsgarten
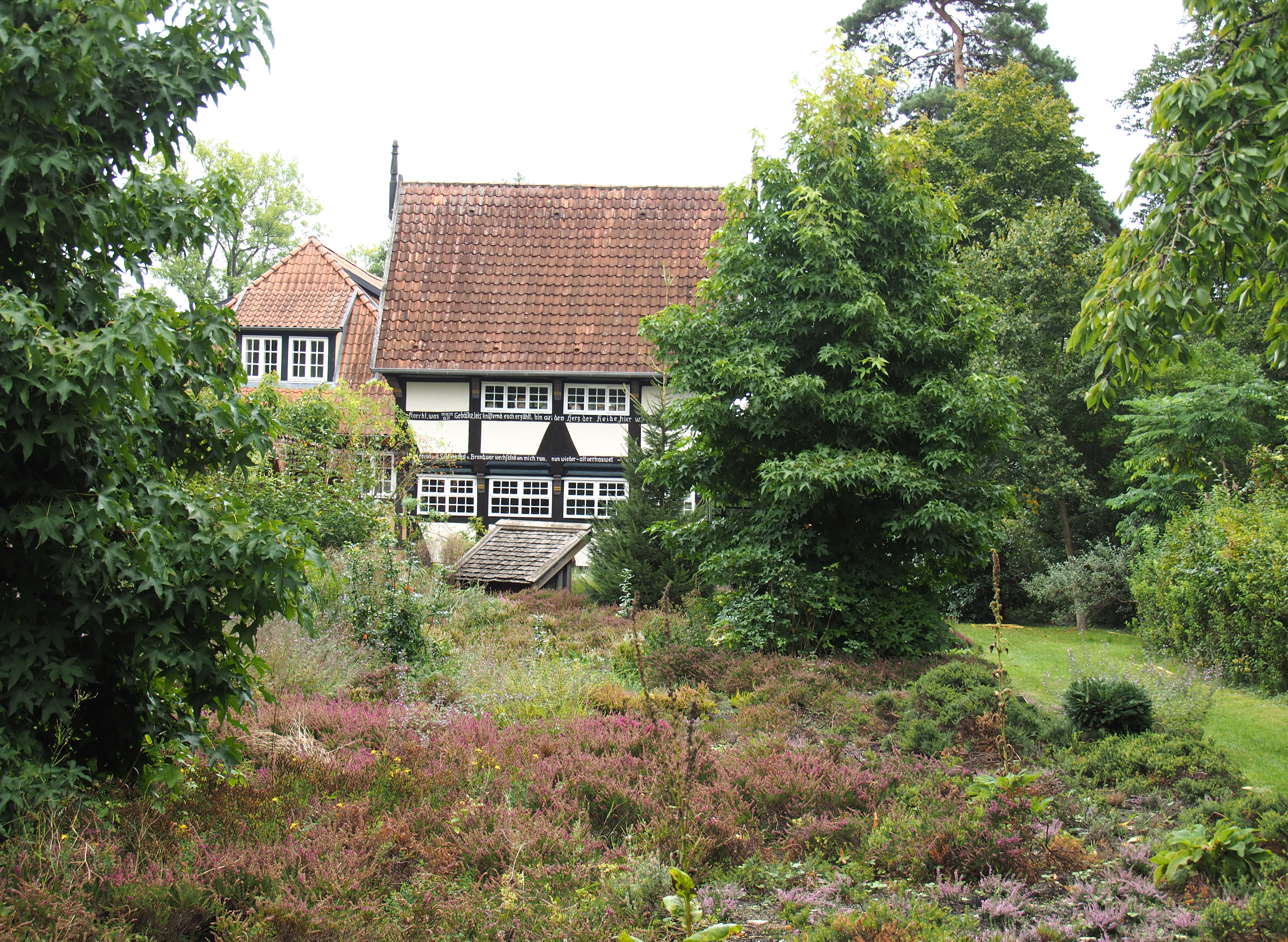
Das Max-Böcker-Museum im Treppenspeicher
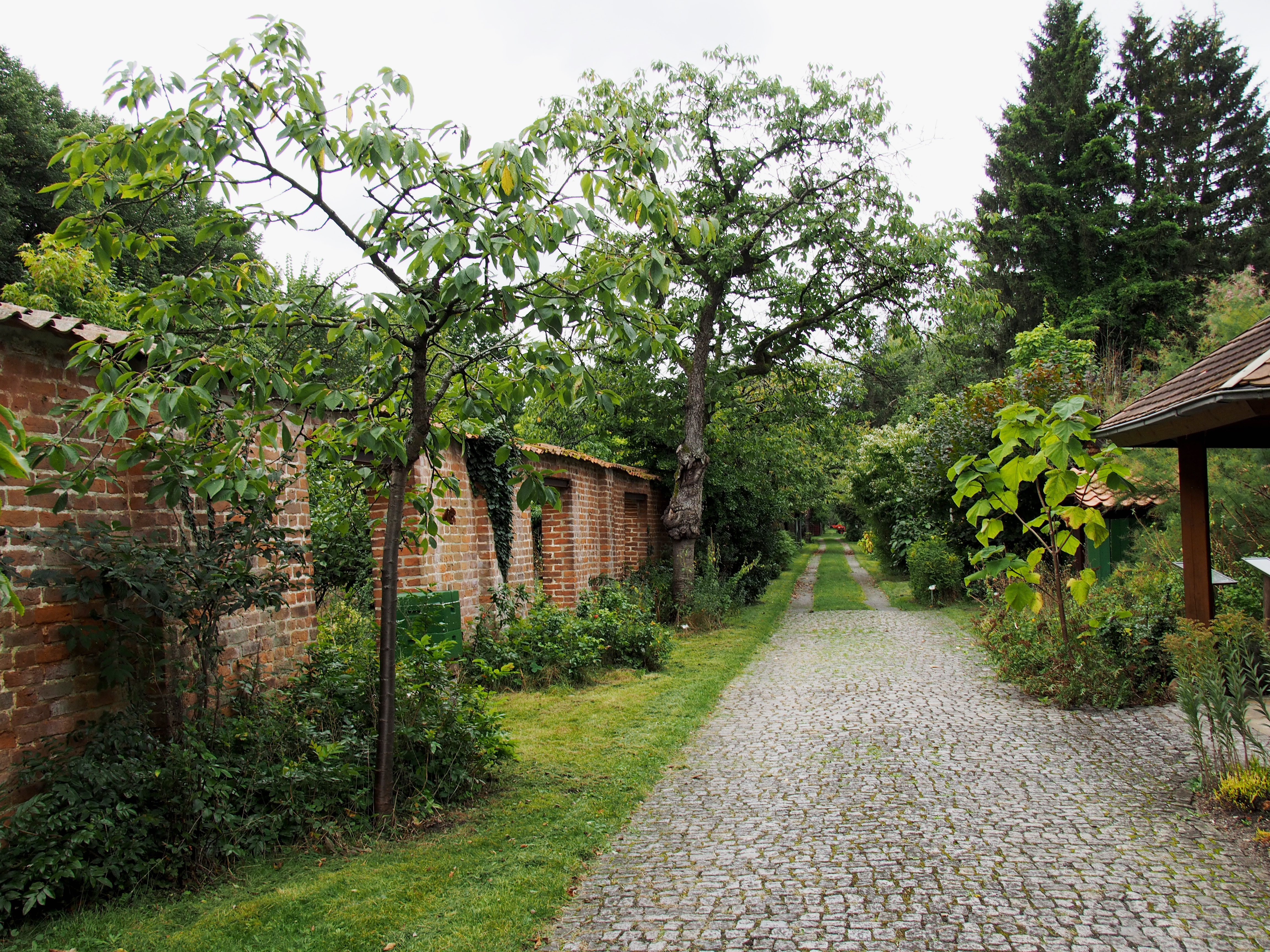
Weg durch den Garten
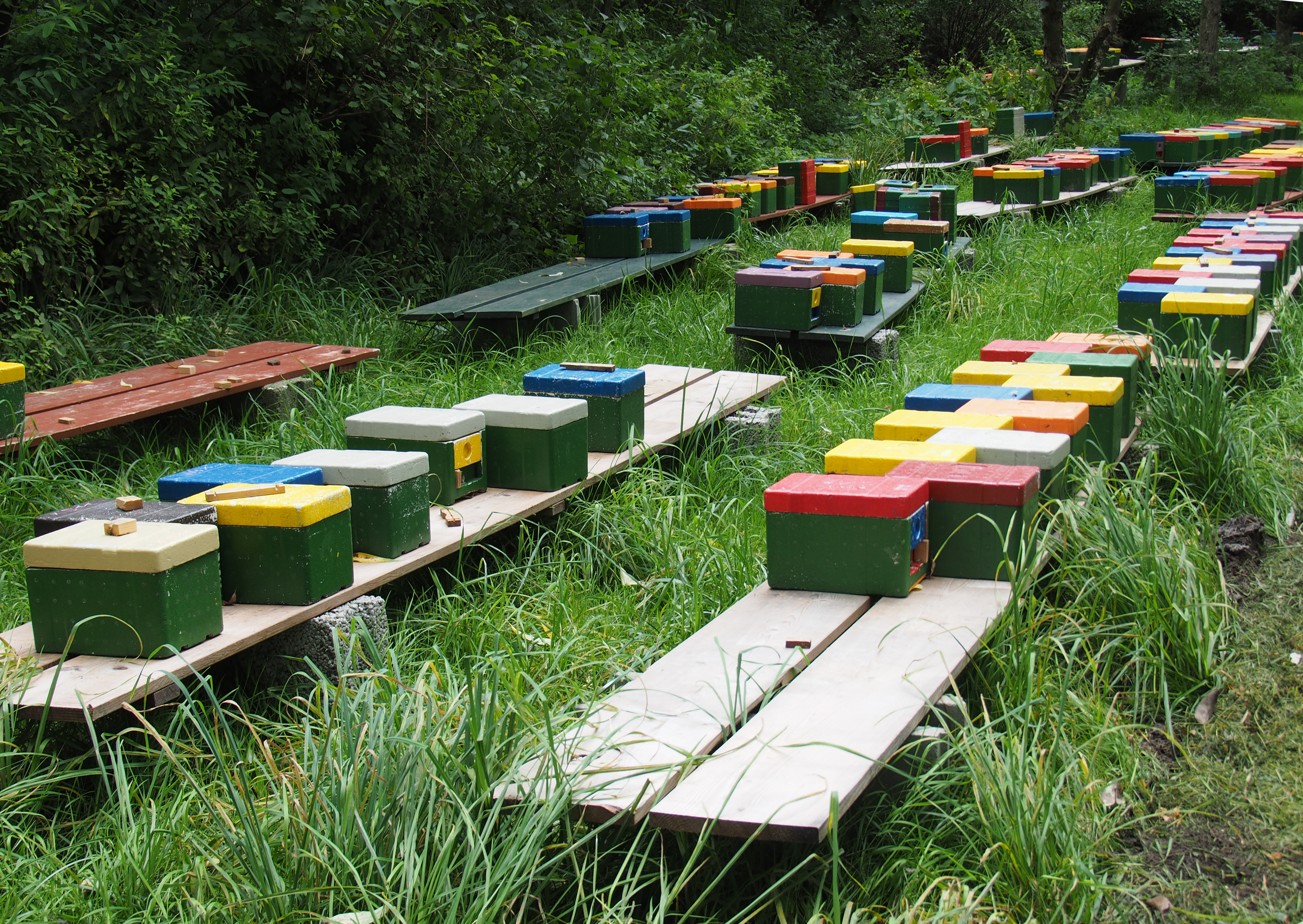
Zuchtkästen für Bienen-Königinnen
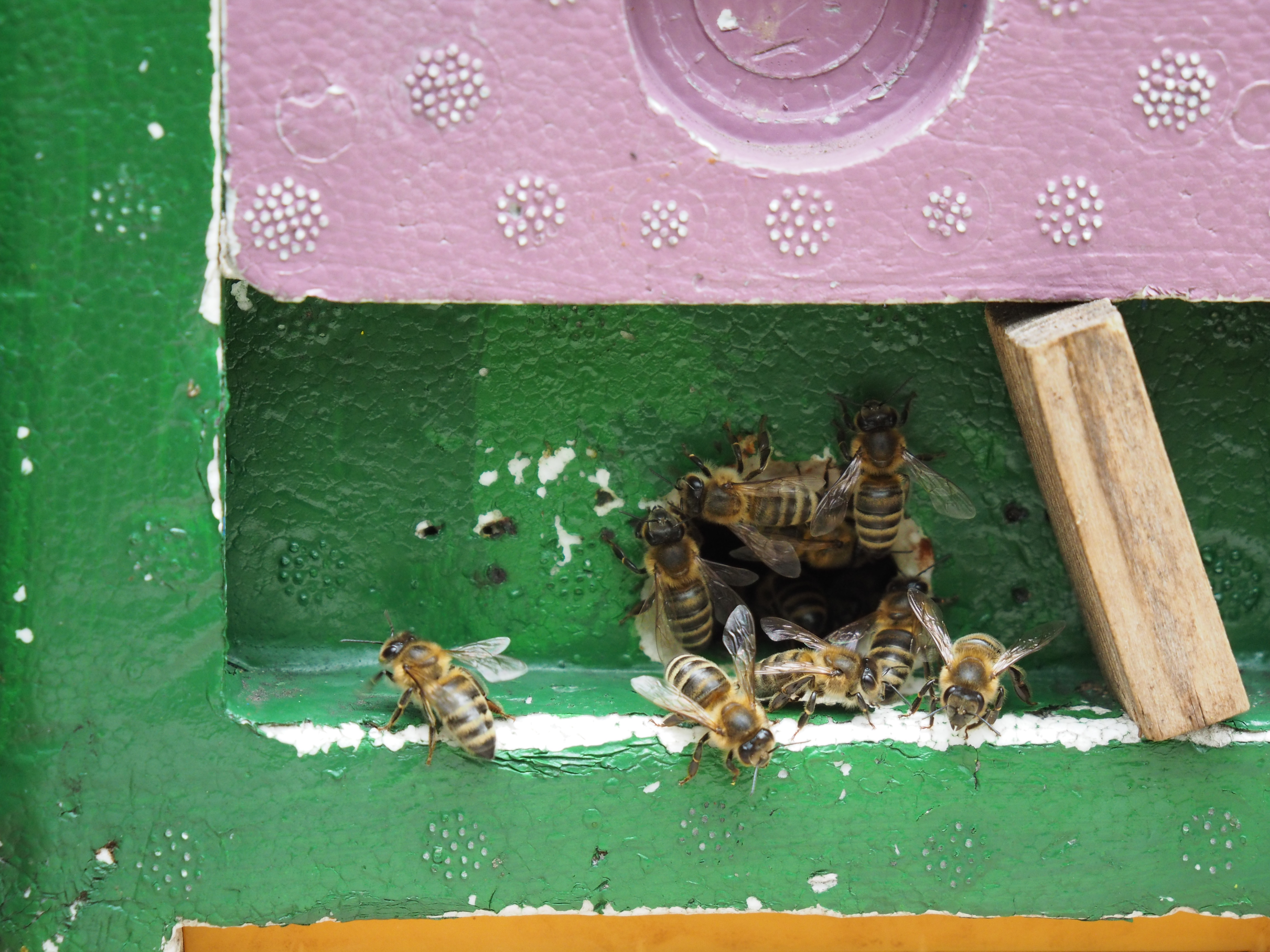
Einflugloch eines Zuchtkastens
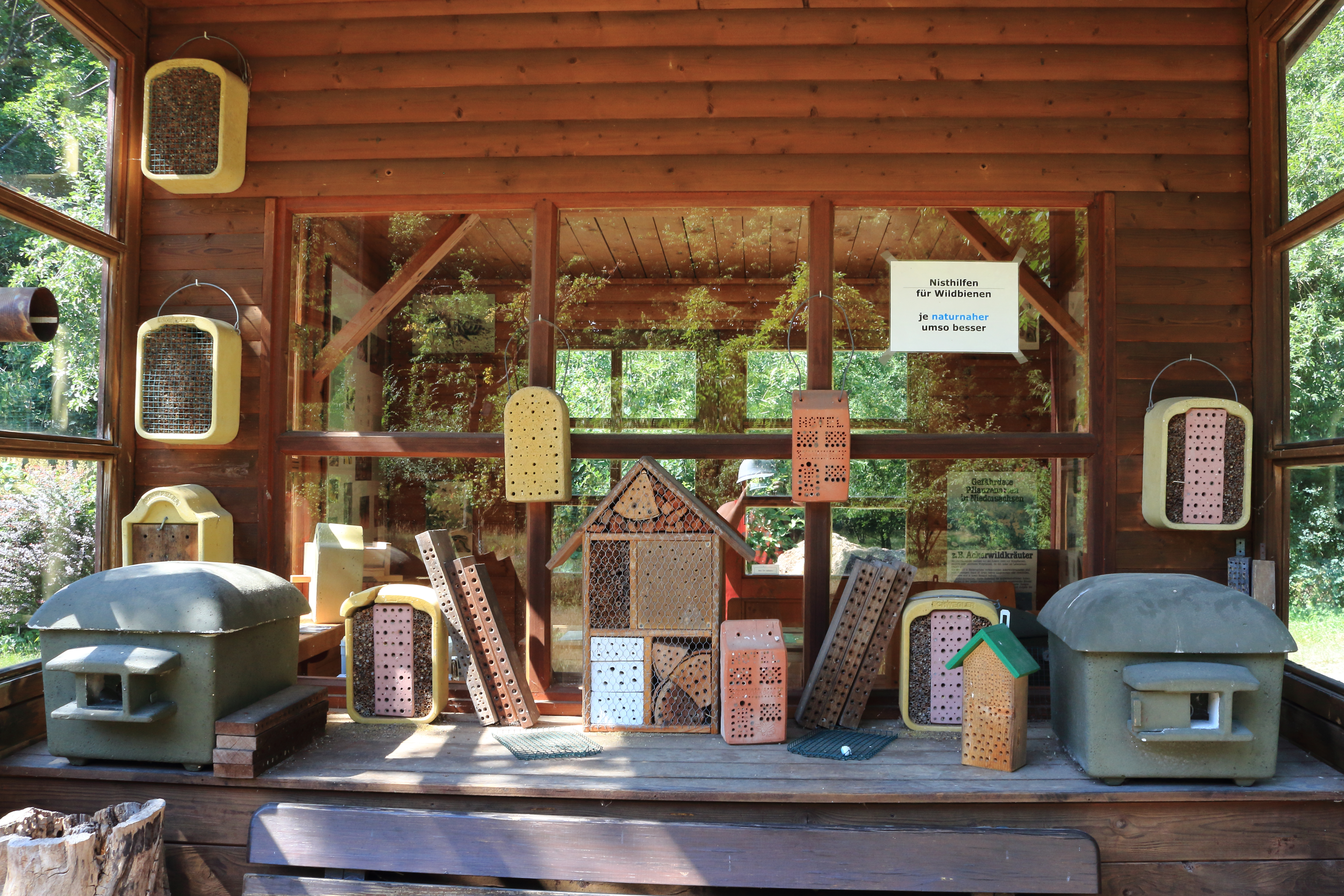
Verschiedene Insektennisthilfen als Anschauungsmaterial
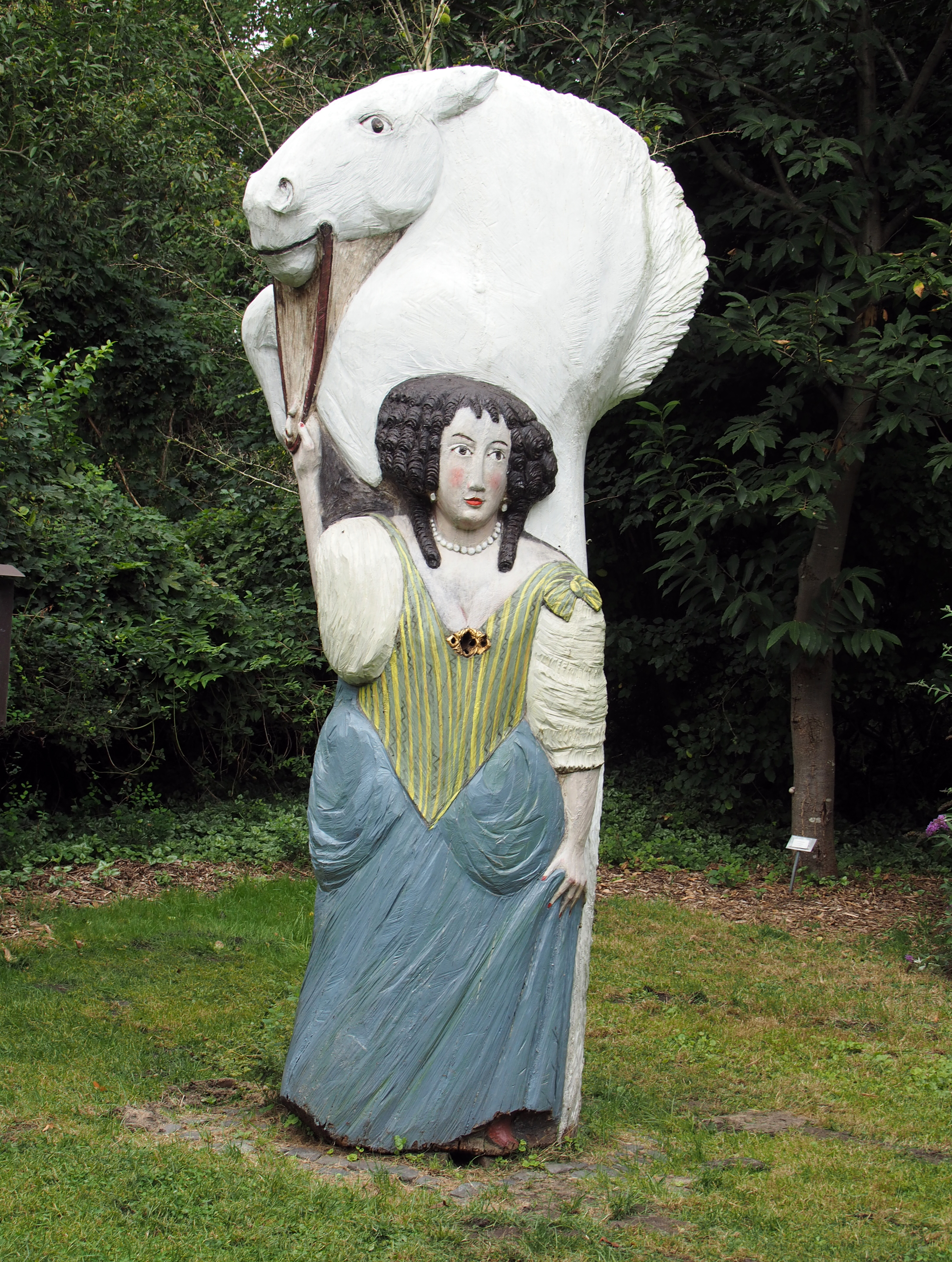
Figurenbeute der Herzogin Eleonore d’Olbreuse mit einem Pferd

## Veröffentlichungen
- Bienenhaltung in der Rotation. Die Celler Betriebsweise. Textbeilage zum gleichnamigen Videofilm, in: Deutsches Bienenjournal 1998, Beilage zu Heft 8, auch als PDF (ca. 16 MB)
- Honigbienen und Imkerei in Niedersachsen.  Niedersächsisches Ministerium für Ernährung, Landwirtschaft, Verbraucherschutz und Landesentwicklung, Hannover 2012, unveränderter Nachdruck von 2006, 54 Seiten, PDF (ca. 25 MB)

## Medien
- Jost H. Dustmann, Edeltraut Schönberger, Helmut Schönberger: Bienenhaltung in der Rotation – Ein wirksamer Weg zum Vorbeugen von Bienenkrankheiten. ca. 53 min, DVD (1995)/VHS (1996)